# 禹

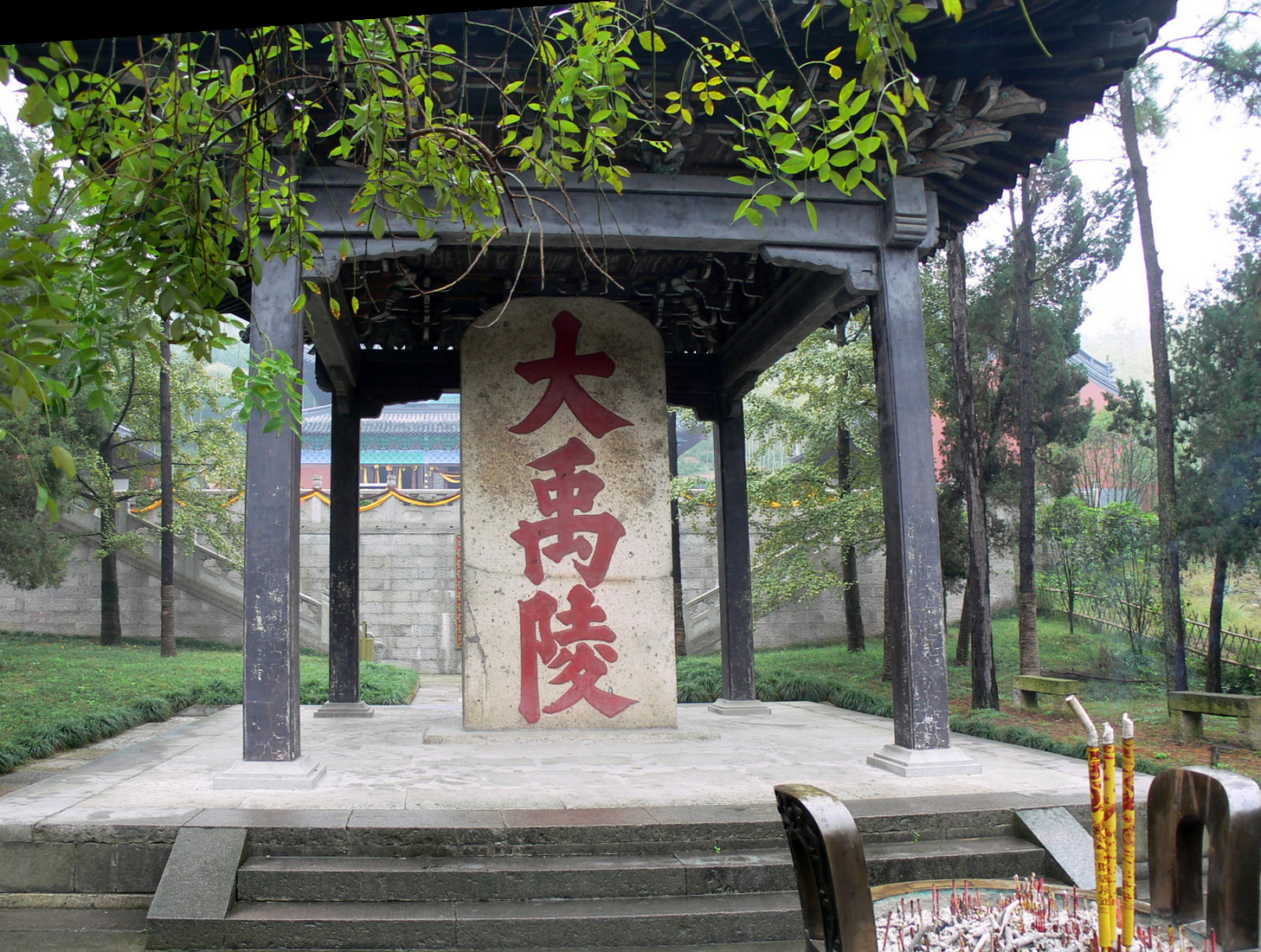
紹興市の会稽山にある大禹陵

禹（う）は、中国古代の伝説的な王で、夏朝の初代王。名は文命（ぶんめい）、諡号は禹、別称は大禹、夏禹、戎禹ともいい、姓は姒（じ）。姓・諱を合わせ姒文命（じぶんめい）ともいう。夏王朝創始後、氏を夏后とした。大河の治水（黄河とも云われる）を成功させた伝説的人物。

## 概要
中国古代の伝説的な聖王として知られる。
禹の父は鯀（こん）という。『漢書』律暦志によれば、鯀の五世の祖は五帝の一人である帝顓頊であり、禹は黄帝の雲孫（八世の孫）にあたる（禹は舜の族父）。
また、鯀の父は帝顓頊であるという説もある。したがってこの場合、禹は帝顓頊の孫にあたる。さらに、帝顓頊は同じく五帝の一人の黄帝の孫であるという説もある。この場合禹は黄帝の玄孫（四世の孫）にあたる（禹は舜の族高祖父、堯の同輩、堯は舜の族高祖父）。
塗山氏の女を娶り、啓という子をなした。
禹は卓越した政治能力を持っていたが、それでいて自らを誇ることはなかったという人徳を持ち、人々に尊敬される人物であった。天帝の息壌で洪水を塞ぎ、九鼎で天下を定めることもできた。

### 禹の治水事業
帝堯の時代に、禹は治水事業に失敗した父の後を継ぎ、舜に推挙される形で、黄河の治水にあたった。父の鯀は堤防を固定し、高地を削って低地を埋める「湮」と呼ばれる方法を用いた。しかし、鯀は9年経っても成果を上げることができなかった。子の禹は放水路を作って排水を行う「導」と「疏」と呼ばれる方法を用いて黄河の治水に成功したという。
『列子』楊朱第七によれば、このとき仕事に打ち込みすぎ、身体が半身不随になり、手足はひび・あかぎれだらけになったという。しかしこの伝説は、元来存在した「禹は偏枯なり」という描写を後世に合理的に解釈した結果うまれた物語だとされる。『荘子』盗跖篇巻第二十九には「堯は不慈、舜は不孝、禹は偏枯」とあり『荀子』巻第三非相篇第五には「禹は跳び、湯は偏し」とある。白川静は『山海経』にみえる魚に「偏枯」という表現が使われていることから、禹は当初は魚の姿をした神格だったという仮説を立てた。
そしてこの「偏枯」という特徴を真似たとされる歩行方法が禹歩（うほ）であり、半身不随でよろめくように、または片脚で跳ぶように歩く身体技法のことを言う。禹歩は道教や中国の民間信仰の儀式において巫者が実践したやり方であり、これによって雨を降らすことができるとか岩を動かすことができるとか伝えられている。日本の呪術的な身体技法である反閇（へんばい）も『下学集』などの中世の辞書では禹歩と同一視されているが、必ずしも同じであったわけではないらしい。
『太平広記』の中に記載する「神（瑶姫）は禹に鬼神を召喚する本を贈る」。
『山海経広注』に記されている禹による無支祁（孫悟空の原型）との交戦の描写には具体的な竜としては応竜が禹に加勢しており、最後に捕らえられた。
その後も禹は、人々の生活をおびやかしていた稀世の悪獣相柳を退治し、人々にその偉業を称えられた。

### 夏王朝創始
禹は舜から帝位の禅譲を受けて夏王朝を開いた。
禹は即位後しばらくの間、武器の生産を取り止め、田畑では収穫量に目を光らせ農民を苦しませず、宮殿の大増築は当面先送りし、関所や市場にかかる諸税を免除し、地方に都市を造り、煩雑な制度を廃止して行政を簡略化した。その結果、中国の内はもとより、外までも朝貢を求めてくるようになった。さらに禹は河を意図的に導くなどしてさまざまな河川を整備し、周辺の土地を耕して草木を育成し、中央と東西南北の違いを旗によって人々に示し、古のやり方も踏襲し全国を分けて九州を置いた。禹は倹約政策を取り、自ら率先して行動した。
竹書紀年によれば、45年間帝であったとする。さらに、史記によれば、10年間帝であったという。浙江省紹興市の会稽山に大禹陵がある。
中国が1996年から1999年にかけて実施した「夏商周年表プロジェクト」に依れば、禹の夏王朝創始は紀元前2071年、王朝滅亡は紀元前1598年であったとされる。ただし同プロジェクトは、4千年前の年代確定には数年の誤差は避けがたいため、切りのよい数字を取って夏は紀元前2070年から紀元前1600年まで、と定めた。禹王伝説の時代に最古の王朝国家が存在したとみられるものの、禹の実在は未だ証明されていない。

## 禹王信仰

### 治水の神としての崇拝
中国では治水の英雄・開拓の英雄とされており教科書にも掲載される存在である。浙江省紹興市越城区稽山街道の大禹陵禹跡館には鋤を持つ禹を刻んだ「大禹治水」のレリーフがある。西遊記で孫悟空が使用する如意棒はもとは禹が江海の深さを計るのに使用した重りだという。
禹王信仰は日本にもみられる。
大禹は道教では「水官大帝」とされている。

### 禹王遺跡
禹を祀る廟や祠あるいは禹の像や名（大禹、神禹、夏禹、文命）を刻んだ石碑や墓碑を総称して「禹王遺跡」という。
日本では神奈川県開成町在住の郷土史家・大脇良夫が全国調査したところ、禹に関連する碑や像が、水害が多い地区を中心に107カ所見つかった。大脇らは2010年以降「禹王サミット」を開催し、2013年「治水神・禹王研究会」を発足させた。2019年3月末までに日本には133件あることが判明している。
沖縄県には、以下の13件の禹王遺跡が確認されている。
- 国王頌徳碑（1522年）那覇市首里　首里城石門之東
- 浦添城の前の碑（1597年）浦添市仲間2丁目　浦添グスク前
- 安里橋之碑文（1677年）那覇市泊1丁目
- 金城橋碑文（1677年）那覇市繁多川　安里川
- 宇平橋碑（1690年）南風原町山川　長堂川
- 勢理客橋碑（1691年）浦添市勢理客2丁目　小湾川
- 重修石火矢橋碑文（1697年）豊見城市豊見城　饒波川
- 重修真玉橋碑文（1708年）豊見城市真玉橋　国場川
- 中山孔子廟碑記（1716年）那覇市久米2丁目
- 報徳橋記（1732年）糸満市照屋　報徳川
- 大清琉球国夫子廟碑（1756年）那覇市久米2丁目　旧孔子廟
- 琉球国新建国学碑文（1801年）那覇市首里当蔵町1丁目　国学
- 改造池城橋碑文（1821年）北谷町北谷　白比川

群馬県沼田市にも禹王碑が存在する。

## 禹が登場する作品
- 『童貞』（酒見賢一）

## 「禹」の字源
「禹」の文字は、もと「虫」と同じ形で、毒蛇を象った象形文字である。
『説文解字』では「厹 （禸）」という文字に従うと説明されているが、これは誤った分析である。「禸」の部分は初期の形にはなく、後の時代に追加された意味を持たない装飾的な筆画である。

## 日本に遺る「禹」の紋の法被
大きな「禹」の紋が背に縫い付けられた法被が、慶長宗論、慶長法難で知られる法華宗不受不施派の僧・日経の故郷（現在の茂原市）に遺っている。その法被を着る祭には、黒戸の獅子舞がある。